# Hans-Peter Mentzel
Hans-Peter Mentzel (* 7. September 1957) ist ein deutscher Fußballspieler, der in der 2. Bundesliga Nord für Bayer 05 Uerdingen, SV Arminia Hannover und SC Fortuna Köln gespielt hat.

## Karriere
1976 wechselte er von der U-19 des FC Schalke 04 in die erste Mannschaft. Ein Jahr später verließ er das Team aber schon wieder in Richtung Uerdingen, welche zu dieser Zeit in der 2. Liga spielten. Nach zwei Saisons dort kam er auf insgesamt 42 Einsätze sowie drei erzielte Tore. Zur Saison 1979/80 blieb er in der Liga, wechselte aber zur Arminia nach Hannover. Durch den Abstieg am Ende derselben Saison verließ er Hannover mit 20 Einsätzen und zwei Toren aber dann auch wieder und wandte sich der Kölner Fortuna zu. Danach wechselte er zur Viktoria Goch und begleitete die Mannschaft in einem großen Abschnitt ihrer Amateurliga Oberrhein Zeit bis zum Jahr 1985. In diesem Jahr wechselte er dann noch einmal zum SC 08 Schiefbahn in Willich.